# Stara Ves Košnička
Stara Ves Košnička – wieś w Chorwacji, w żupanii krapińsko-zagorskiej, w gminie Desinić. W 2011 roku liczyła 16 mieszkańców.